# Ernie Terrell
Ernie Terrell  eigentlich: Ernest Terrell (* 4. April 1939 in Belzoni, Mississippi; † 16. Dezember 2014 in Chicago, Illinois) war ein US-amerikanischer Boxer (Schwergewicht) und WBA-Weltmeister.

## Profikarriere
Der sehr hagere Terrell gab 1959 sein Profidebüt, verlor jedoch schon früh in seiner Karriere gegen die unbekannten Johnny Gray und Wayne Bethea. Gegen Cleveland Williams ging er gar K. o., bevor ihm 1962 ein erster guter Sieg gegen Amos Lincoln (25-1) gelang. 1963 konnte er in einem Rückkampf Williams, wie auch in der Folge Zora Folley und Gerhard Zech nach Punkten besiegen.
Nachdem er den späteren Halbschwergewichtsweltmeister Bob Foster K. o. geschlagen hatte, konnte er 1965 den vakanten WBA-Weltmeistertitel gegen Eddie Machen gewinnen. Da Muhammad Ali allgemein als echter Weltmeister anerkannt war, galt Terrell jedoch nur als „Papierweltmeister“. Anschließend verteidigte er den Titel gegen George Chuvalo und Doug Jones, den er durch K. o. in der siebten Runde deutlicher schlagen konnte, als Ali das vorher getan hatte.
Im direkten Vergleich gegen Ali 1967 war er allerdings chancenlos. Wieder einmal war Alis Name im Zentrum der Aufmerksamkeit. Terrell nannte Ali im Vorfeld des Kampfes weiterhin bei seinem Geburtsnamen Cassius Clay, was Ali so verärgerte, dass er den Kampf nach eigener Aussage trotz völliger Dominanz über die volle Distanz von fünfzehn Runden ausdehnte und einen K. o. vermied, um Terrell zu „bestrafen“.
Nach dieser Niederlage verlor er auch die nächsten beiden Kämpfe, anschließend blieb er für drei Jahre inaktiv. Im Dezember 1970 kehrte er wieder in den Ring zurück und gewann sieben Kämpfe, bis er 1973 gegen Chuck Wepner kontrovers nach Punkten verlor. Wepner wurde von Al Braverman gemanagt, der über gute Beziehungen zur Mafia (vor allem Blinky Palermo) verfügte und später auch leitender Angestellter bei Don King wurde. Nach diesem Kampf verlor Terrell gegen Jeff Merritt durch einen Erstrunden-K.-o. und beendete anschließend endgültig seine Karriere.

## Sonstiges
Terrells Schwester Jean war Mitglied der Supremes. Während seiner dreijährigen Inaktivität arbeitete er als Sänger und gründete seine eigene Musikgruppe mit dem Namen „Ernie Terrell and the Heavyweights“, mit der er insgesamt 13 Jahre tourte. Nach seinem Rücktritt betätigte er sich außerdem als Musikproduzent und Boxpromoter. Terrell starb am 16. Dezember 2014 in Chicago im Alter von 75 Jahren an den Folgen einer Demenzerkrankung.